# 前真之
前 真之（まえ まさゆき、1975年〈昭和50年〉 - ）は、日本の建築学者。学位は博士（工学）（東京大学大学院・2003年）。東京大学大学院工学系研究科建築学専攻准教授。
広島県出身。健康・快適で電気代の心配がない生活を太陽エネルギーで実現するエコハウスの実現と普及のための要素技術と設計手法の開発に取り組んでいる。大目標は「日本のどこでもだれもが、健康・快適で電気代も安心な暮らしができる社会の実現」。
高性能住宅普及のための情報発信を積極的に行っており、著書がベストセラーになっている。

## 著書

### 単著
- 前真之『エコハウスのウソ 増補改訂版』日経BP、2015年12月8日。OCLC 936196984。ISBN 4822200531、ISBN 9784822200534。
- 前真之『エコハウスのウソ２』日経BP、2020年8月27日。OCLC 1200464949。ISBN 4296106910、ISBN 9784296106912。

### 共著
- 前真之、岩前篤、松尾和也、今泉太爾、森みわ、竹内昌義、伊礼智、水上修一 ほか『あたらしい 家づくりの教科書』新建新聞社、2016年8月31日。OCLC 972386383。ISBN 4865270590、ISBN 9784865270594。
- 松尾和也、西方里見、伊礼智、三澤文子、前真之『5人の先生が教える一生幸せなエコハウスのつくりかた』エクスナレッジ、2019年9月28日。ISBN 4767826349、ISBN 978-4767826349。
- 前真之、倉渕隆、吉澤望、谷口景一郎『窓でかわる住宅のパッシブ設計』建築技術、2023年9月29日。OCLC 1406076201。ISBN 4767701821、ISBN 9784767701820。
- 『情報と建築学: デジタル技術は建築をどう拡張するか／東京大学特別講義』学芸出版社、2024年3月20日。OCLC 1425859814。ISBN 4761528869、ISBN 9784761528867。